# Chypre aux Jeux olympiques de la jeunesse d'hiver de 2016
La Chypre participe aux Jeux olympiques de la jeunesse d'hiver de 2016 à Lillehammer en Norvège du 12 au 21 février 2016. Une athlète représentent le pays pour cette édition.

## Résultats

### Ski alpin
| Athlète       | Épreuve      | Finale          | Finale          | Finale          | Finale          |
| Athlète       | Épreuve      | Manche 1        | Manche 2        | Total           | Rang            |
| ------------- | ------------ | --------------- | --------------- | --------------- | --------------- |
| Adriána Pierí | Slalom       | 1 min 15 s 96   | 1 min 10 s 71   | 2 min 26 s 67   | 32              |
| Adriána Pierí | Slalom géant | N'a pas terminé | N'a pas terminé | N'a pas terminé | N'a pas terminé |